# 曹若梅
曹若梅（1962年1月24日—），女，籍貫北京，生於台灣台北市，現任明湖國中歷史教師，原任五常國中、福安國中歷史教師，曾任國立編譯館國中歷史教科書編輯委員、仁林公司社會科課本執筆、國語日報、國語青少年月刊、國語週刊之歷史故事專欄執筆。

## 著作
- 《中小學生必讀的西洋人物故事》（新北：聯經出版，2006）
- 《中小學生必須認識的中國歷史人物》（新北：聯經出版，2008）
- 《中小學生必讀西洋歷史轉捩點》（新北：聯經出版，2015）
- 《中小學生必讀中國歷史轉捩點》（新北：聯經出版，2015）
- 《漫畫中國歷史關鍵時刻1：遠古時期至魏晉南北朝》（新北：小熊出版，2021）
- 《漫畫中國歷史關鍵時刻2：隋唐時期至清康乾盛世》（新北：小熊出版，2021）
- 《漫畫中國歷史關鍵時刻3：晚清衰敗至中華民國成立》（新北：小熊出版，2021）